# Тюбер-Сирма
Тю́бер-Сирма́ (чув. Тӳпӗр Ҫырма) — река в России, протекает по Чувашии и Татарстану. Левый приток Абамзы.

## Описание
Длина реки составляет 12 км. Почти полностью протекает в лесах, в том числе в национальном парке «Чаваш Вармане» в среднем и нижнем течениях. Впадает в Абамзу по левому берегу в 7,7 км от её устья.
Начало берёт от слияния двух ручьёв у северо-западной окраины посёлка Хурама-Твар в юго-восточной части Тарханского сельского поселения Батыревского района на высоте примерно 195 метров над уровнем моря. Через 4 км от истока входит на территорию Шемуршинского сельского поселения Шемуршинского района. В устьевой части (1,5 км от устья) пересекает эксклав Старокакерлинского сельского поселения Дрожжановского района Татарстана, после чего делает дугу по территории Шемуршинского сельского поселения и впадает в Абамзу по левому берегу на высоте 139 метров на территории эксклава Шланговского сельского поселения Дрожжановского района, в 2 км северо-восточнее посёлка Баскаки.

## Данные водного реестра
По данным государственного водного реестра России относится к Верхневолжскому бассейновому округу, водохозяйственный участок реки — Сура от Сурского гидроузла и до устья реки Алатырь, речной подбассейн реки — Сура. Речной бассейн реки — (Верхняя) Волга до Куйбышевского водохранилища (без бассейна Оки).
Код объекта в государственном водном реестре — 08010500312110000037699.